# Resolució 1489 del Consell de Seguretat de les Nacions Unides
La Resolució 1489 del Consell de Seguretat de les Nacions Unides fou adoptada per unanimitat el 26 de juny de 2003. Després de recordar la resolució 1291 (2000) i altres resolucions sobre la situació a la República Democràtica del Congo, en particular les resolucions 1468 (2003) i 1484 (2003), el Consell va ampliar el mandat de la Missió de les Nacions Unides a la República Democràtica del Congo (MONUC) fins al 30 de juliol de 2003.
El Consell va reafirmar el seu compromís amb la sobirania, la integritat territorial i la independència de la República Democràtica del Congo. Hi va haver preocupació per les hostilitats a l'est del país, particularment a la província de Kivu Nord. El Consell de Seguretat havia autoritzat l'Operació Artemisa a la província d'Ituri el mes anterior a causa de la lluita en aquesta regió.
Donant suport al procés de pau, la resolució va ampliar el mandat de la MONUC per un període d'un mes, mentre que considerava una pròrroga fins al 30 de juny de 2004, segons el recomanat pel secretari general Kofi Annan, i un augment del personal de la MONUC de 8.700 a 10.800 efectius.